# Conțești
Conțești es una comuna ubicada en el distrito de Teleorman, Rumania.

## Superficie
Posee una superficie de 46,49 kilómetros cuadrados.

## Demografía
Hasta 2021 la población era de 3012 habitantes, con una densidad de población de 64,79 habitantes por kilómetro cuadrado. En el año 2024 la población aunmento a 3073 hab.